# 伯格斯-费希尔 方程

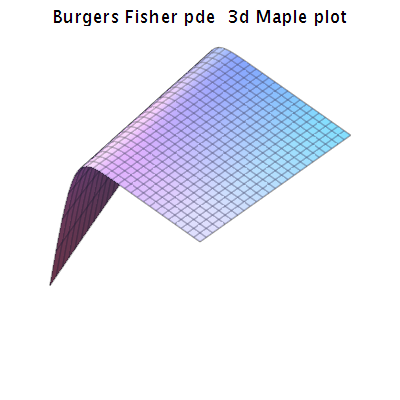
Burgers Fisher PDE 3d Maple 图

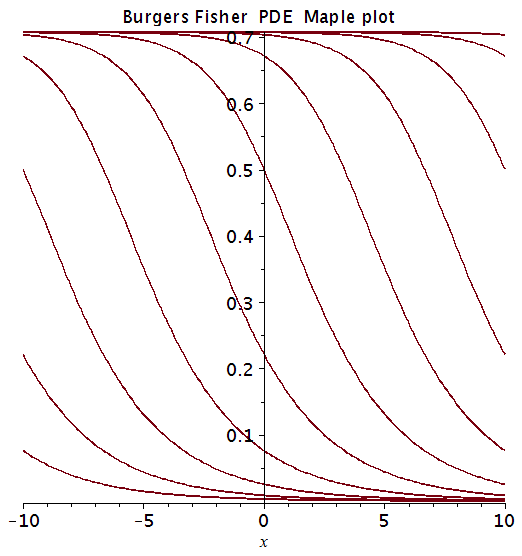
Burgers Fisher PDE Maple 图

伯格斯-費希爾 方程 （Burgers Fisher）非线性偏微分方程有如下形式：
{\displaystyle {\frac {\partial u}{\partial t}}+u^{2}*{\frac {\partial u}{\partial x}}-{\frac {\partial ^{2}u}{\partial u^{2}}}=u*(1-u^{2})}
此偏微分方程的解为：
{\displaystyle u(x,t)={\frac {1}{2}}*{\sqrt {1-tanh({\frac {x}{3}}-{\frac {10t}{9}})}}}
{\displaystyle g[5]:={u(x,t)=_{C}6*(exp(_{C}1-(1/3)*x+(2/3)*t))^{3}}}

## 阿多米安近似解
利用阿多米安分解法可求得Burgers-Fisher方程的在柯西问题 u(0)=sin(x) 初始条件下的级数展开近似解：
pa := (-1.*tanh(x)-82360.*tanh(x)^13+73.*tanh(x)^3-1195.*tanh(x)^5+8233.*tanh(x)^7-29990.*tanh(x)^9+63510.*tanh(x)^15-26980.*tanh(x)^17+4862.*tanh(x)^19+63850.*tanh(x)^11)*t^9+(14650.*tanh(x)^13-16170.*tanh(x)^11+tanh(x)+1430.*tanh(x)^17+688.8*tanh(x)^5+10230.*tanh(x)^9-7102.*tanh(x)^15-54.67*tanh(x)^3-3672.*tanh(x)^7)*t^8+(-373.8*tanh(x)^5+1491.*tanh(x)^7-1.*tanh(x)+39.67*tanh(x)^3+3333.*tanh(x)^11+429.*tanh(x)^15-3036.*tanh(x)^9-1881.*tanh(x)^13)*t^7+(132.*tanh(x)^13+187.8*tanh(x)^5-502.*tanh(x)^11+743.5*tanh(x)^9-27.67*tanh(x)^3+tanh(x)-534.6*tanh(x)^7)*t^6+(-135.3*tanh(x)^9+161.1*tanh(x)^7-1.*tanh(x)+42.*tanh(x)^11-85.13*tanh(x)^5+18.33*tanh(x)^3)*t^5+(-37.*tanh(x)^7+33.33*tanh(x)^5+14.*tanh(x)^9-11.33*tanh(x)^3+tanh(x))*t^4+(5.*tanh(x)^7-10.33*tanh(x)^5+6.333*tanh(x)^3-1.*tanh(x))*t^3+(-3.*tanh(x)^3+tanh(x)+2.*tanh(x)^5)*t^2+(-1.*tanh(x)+tanh(x)^3)*t+tanh(x)